# Meridià 24 a l'oest
El meridià 24 a l'oest de Greenwich és una línia de longitud que s'estén des del pol Nord travessant l'oceà Àrtic, Groenlàndia, l'oceà Atlàntic, l'oceà Antàrtic, i l'Antàrtida fins al pol Sud.
El meridià 24 a l'oest forma un cercle màxim amb el meridià 156 a l'est. Com tots els altres meridians, la seva longitud correspon a una semicircumferència terrestre, uns 20.003,932 km. Al nivell de l'Equador, és a una distància del meridià de Greenwich de 2.672 km.

## De Pol a Pol
Començant en el pol Nord i dirigint-se cap al pol Sud, aquest meridià travessa:
| Coordenades                             | País, territori o mar                          | Notes |
| --------------------------------------- | ---------------------------------------------- | --- |
| 90° 0′ N, 24° 0′ O / 90.000°N,24.000°O  | Oceà Àrtic                                     | |
| 82° 55′ N, 24° 0′ O / 82.917°N,24.000°O | Groenlàndia                                    | Terra de Peary |
| 82° 16′ N, 24° 0′ O / 82.267°N,24.000°O | Fiord Independence (Groenlàndia) i Fiord Hagen | |
| 81° 41′ N, 24° 0′ O / 81.683°N,24.000°O | Groenlàndia                                    | |
| 73° 35′ N, 24° 0′ O / 73.583°N,24.000°O | Fiord Kejser Franz Joseph                      | |
| 73° 23′ N, 24° 0′ O / 73.383°N,24.000°O | Groenlàndia                                    | Illa Ymer, Illa de la Societat Geogràfica i illa Traill |
| 72° 28′ N, 24° 0′ O / 72.467°N,24.000°O | Fiord Rei Oscar                                | |
| 72° 16′ N, 24° 0′ O / 72.267°N,24.000°O | Groenlàndia                                    | Terra de Jameson |
| 70° 39′ N, 24° 0′ O / 70.650°N,24.000°O | Scoresby Sund                                  | |
| 70° 9′ N, 24° 0′ O / 70.150°N,24.000°O  | Groenlàndia                                    | |
| 69° 36′ N, 24° 0′ O / 69.600°N,24.000°O | Oceà Atlàntic                                  | Mar de Groenlàndia |
| 65° 47′ N, 24° 0′ O / 65.783°N,24.000°O | Islàndia                                       | Vestfirðir |
| 65° 28′ N, 24° 0′ O / 65.467°N,24.000°O | Breiðafjörður                                  | |
| 64° 53′ N, 24° 0′ O / 64.883°N,24.000°O | Islàndia                                       | Peninsula Snæfellsnes |
| 64° 49′ N, 24° 0′ O / 64.817°N,24.000°O | Oceà Atlàntic                                  | Passa a l'est de l'illa de São Nicolau, Cap Verd (a 16° 34′ N, 24° 1′ O / 16.567°N,24.017°O) · Passa a l'oest de l'illa de Santiago, Cap Verd (a 15° 4′ N, 23° 47′ O / 15.067°N,23.783°O) · Passa a l'est de l'illa de Fogo, Cap Verd (a 14° 52′ N, 24° 17′ O / 14.867°N,24.283°O) |
| 60° 0′ S, 24° 0′ O / 60.000°S,24.000°O  | Oceà Antàrtic                                  | |
| 74° 33′ S, 24° 0′ O / 74.550°S,24.000°O | Antàrtida                                      | Territori Antàrtic Britànic, reclamat per Regne Unit |
| 74° 42′ S, 24° 0′ O / 74.700°S,24.000°O | Oceà Antàrtic                                  | |
| 74° 55′ S, 24° 0′ O / 74.917°S,24.000°O | Antàrtida                                      | Territori Antàrtic Britànic, reclamat per Regne Unit |